# فرانک پولیا
فرانک پولیا (انگلیسی: Frank Puglia؛ ۹ مارس ۱۸۹۲ – ۲۵ اکتبر ۱۹۷۵) یک هنرپیشه اهل ایتالیا بود.

## فیلم‌شناسی
- Orphans of the Storm (۱۹۲۱)
- Romola (۱۹۲۴)
- مردی که می‌خندد (۱۹۲۸)
- پزشکان (۱۹۳۴)
- زنده‌باد ویا! (۱۹۳۴)
- کاپیتان بلاد (۱۹۳۵)
- مانکن (۱۹۳۷)
- The Public Pays (۱۹۳۶)
- سیر در عرش (۱۹۳۷)
- خواهران (۱۹۳۸)
- آقای اسمیت به واشنگتن می‌رود (۱۹۳۹)
- The Fatal Hour (۱۹۴۰)
- Charlie Chan in Panama (۱۹۴۰)
- Torrid Zone (۱۹۴۰)
- Arise, My Love (۱۹۴۰)
- The Mark of Zorro (۱۹۴۰)
- That Night in Rio (۱۹۴۱)
- Law of the Tropics (۱۹۴۱)
- اکنون، ای مسافر (۱۹۴۲)
- Secret Agent of Japan (۱۹۴۲)
- کتاب جنگل (۱۹۴۲)
- The Boogie Man Will Get You (۱۹۴۲)
- اکنون، ای مسافر (۱۹۴۲)
- کازابلانکا (۱۹۴۲)
- شبح اپرا (۱۹۴۳)
- زنگ‌ها برای که به صدا در می‌آیند (۱۹۴۳)
- This Is the Life (۱۹۴۴)
- برزیل (۱۹۴۴)
- خون بر خورشید (۱۹۴۵)
- Tall in the Saddle (۱۹۴۴)
- علی‌بابا و چهل دزد (۱۹۴۴)
- خون بر خورشید (۱۹۴۵)
- Without Reservations (۱۹۴۶)
- خوی حیوانی (۱۹۴۷)
- My Favorite Brunette (۱۹۴۷)
- The Lost Moment (۱۹۴۷)
- Stallion Road (۱۹۴۷)
- ژاندارک (۱۹۴۸)
- Colorado Territory (۱۹۴۹)
- Walk Softly, Stranger (۱۹۵۰)
- The Desert Hawk (۱۹۵۰)
- The Bandits of Corsica (۱۹۵۳)
- ستاره‌ای متولد شده است (۱۹۵۴)
- The Shanghai Story (۱۹۵۴)
- Accused of Murder (۱۹۵۶)
- 20 Million Miles to Earth (۱۹۵۷)
- Duel at Apache Wells (۱۹۵۷)
- Cry Tough (۱۹۵۹)
- ثعلب سیاه (۱۹۵۹)
- دختران! دختران! دختران! (۱۹۶۲)
- The Sword of Ali Baba (۱۹۶۵)
- The Spy in the Green Hat (۱۹۶۶)
- Say Goodbye, Maggie Cole (۱۹۷۲)
- Mr. Ricco (۱۹۷۵)